# كايسيرغ
كايسيرغ (بالإنجليزية: Kaiseregg)‏ هو أحد جبال سلسلة جبال الألب البرنية وجزء من القمة الأم Schafberg يقع في كانتون فريبورغ، سويسرا. يبلغ ارتفاع الجبل حوالي 2185 متر، بينما يبلغ ارتفاع نتوء الجبل 190 متر.

## معرض صور

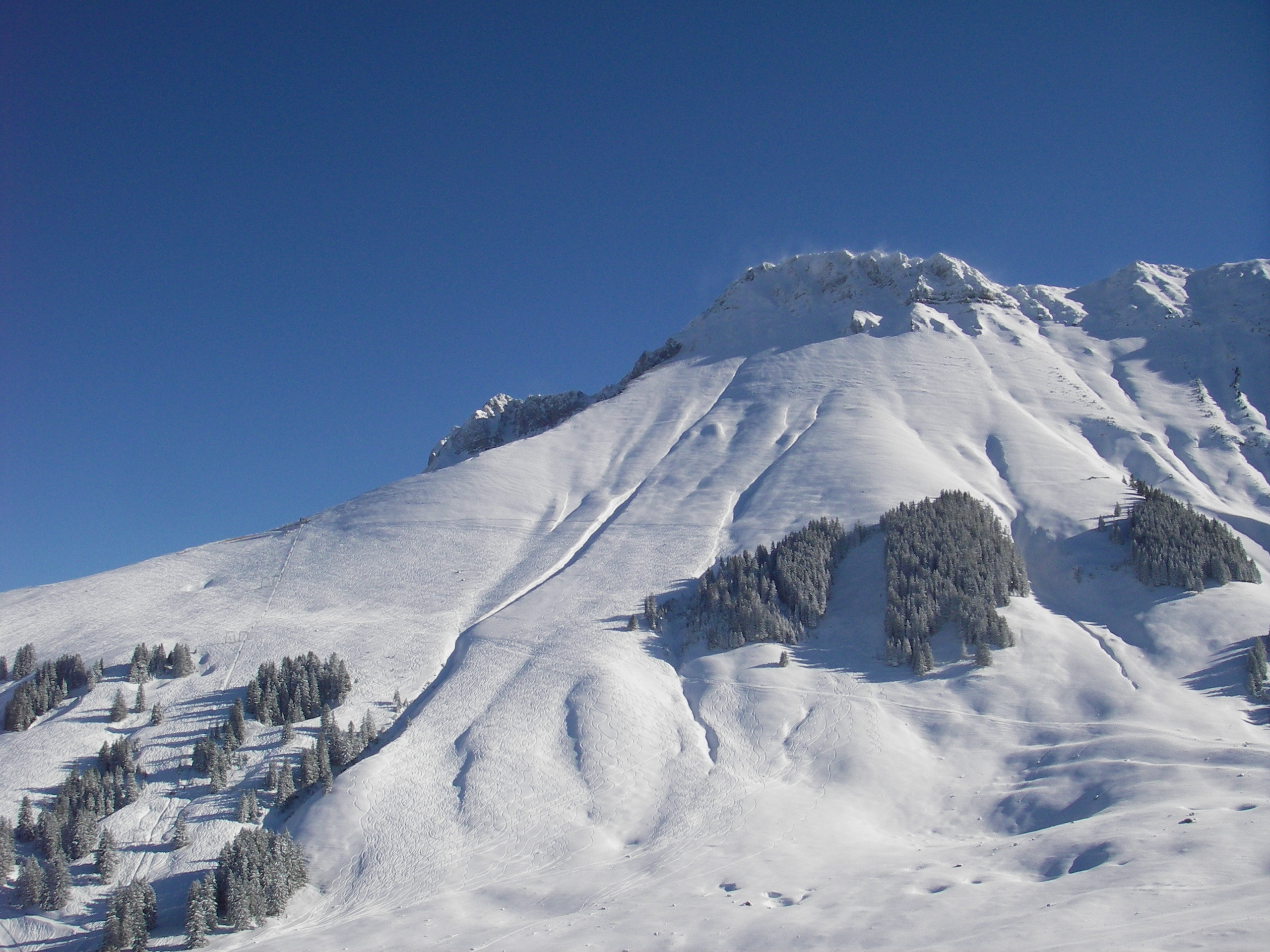
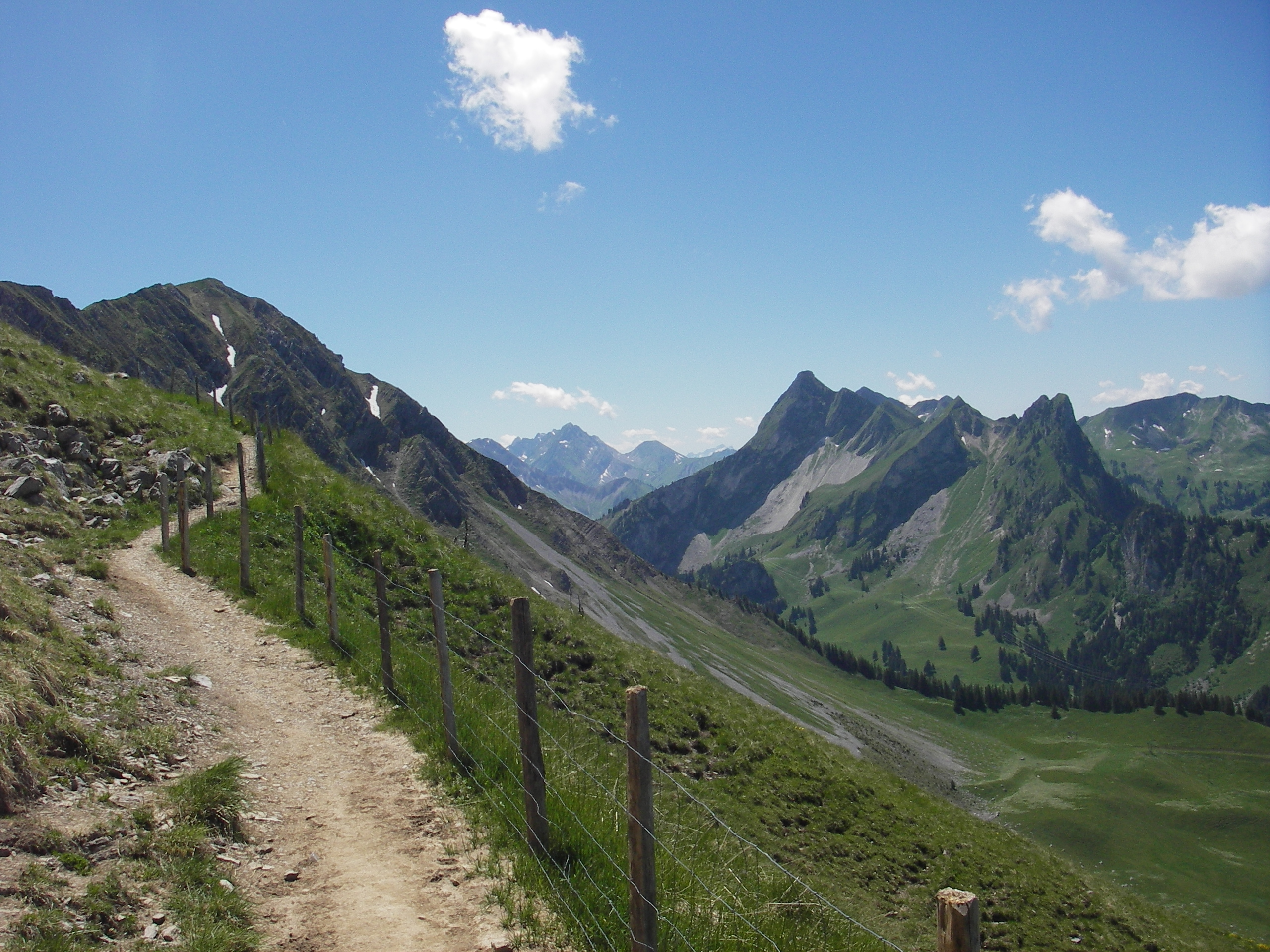
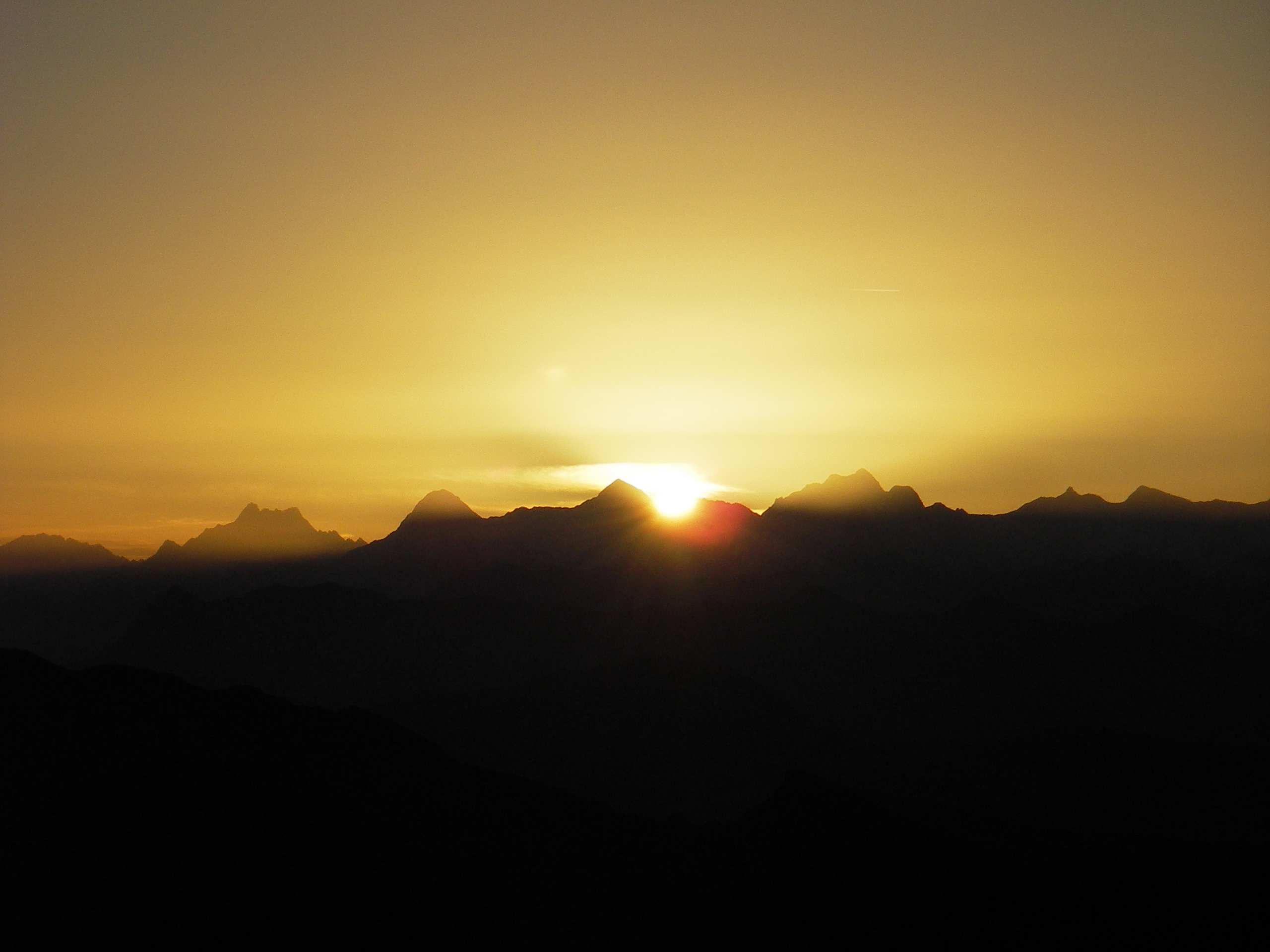
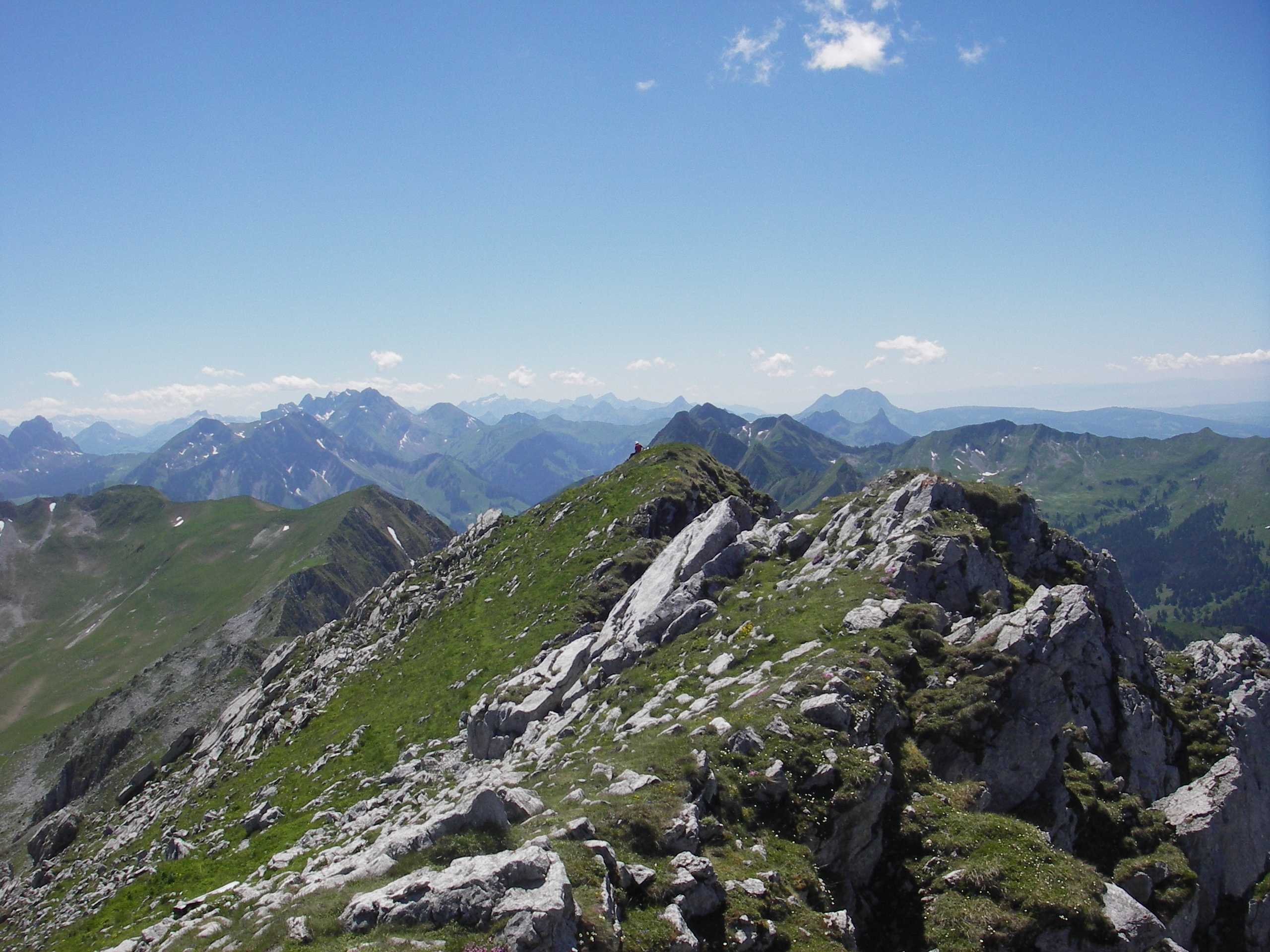